# Anales del Instituto de Biología de la Universidad Nacional Autónoma de México
Anales del Instituto de Biología de la Universidad Nacional Autónoma de México (abreviado Anales Inst. Biol. Univ. Nac. Autón. México, Bot.) fue una revista ilustrada con descripciones botánicas que editaba la Universidad Nacional de México. Fueron publicados 37 volúmenes entre los años 1967-2004. Fue precedida por Anales del instituto de Biología de la Universidad Nacional de México y sucedida en el año 2005 por Revista Mexicana de Biodiversidad.